# Hugo Hamilton

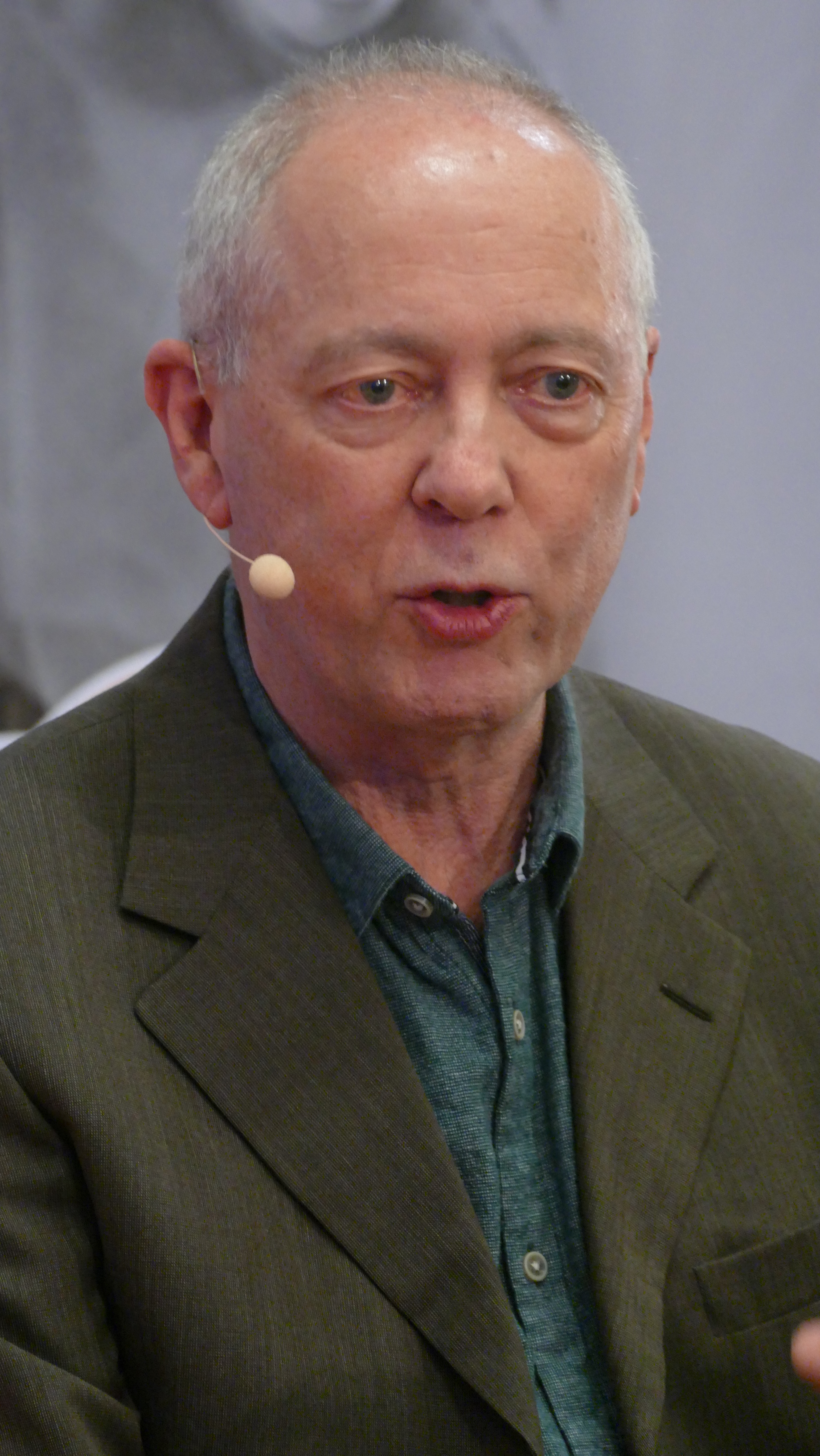
Hugo Hamilton op het Literatuurfestival van München in 2018

Hugo Hamilton (Dublin, 28 januari 1953) is een Ierse auteur. In zijn romans thematiseert hij zijn gemengd Iers-Duitse achtergrond.

## Biografie
Hamilton, wiens Ierse naam Johannes Ó hUrmoltaigh is, groeide in Dublin op met een moeder uit Kempen. Zijn nationalistische vader eiste dat zijn kinderen Duits of Iers zouden spreken, maar absoluut geen Engels. De jonge Hugo leerde desondanks Engels op straat terwijl hij met andere kinderen speelde.
Hugo wist als kind niet tot welk land of welke groep hij behoorde: "Moeder kleedde ons in Lederhose. Vader kocht voor ons Aran-sweaters. We waren dus Iers van boven en Duits beneden.", schrijft Hamilton daarover. In het geheim verzette de jonge Hugo zich tegen het taalverbod: “Door het verbod zag ik Engels als een uitdaging. Ik sprak Engels tegen de muur en herhaalde in het geheim Engelse dialogen die ik buiten had gehoord."
Schrijven werd voor Hamilton uiteindelijk de manier om met zijn bizarre jeugd om te gaan. Hamilton werkte eerst als journalist en begon dan korte verhalen en romans te schrijven. In 1992 ontving hij de Rooney-prijs voor Ierse literatuur.
Met een Duitse uitwisselingsbeurs verbleef hij vanaf 2001 een jaar lang in Berlijn. Die tijd gebruikte hij om aan een boek over zijn jeugd te werken. In 2003 verscheen de autobiografische roman  The Speckled People , waarvan datzelfde jaar ook al de Nederlandse vertaling bij Meulenhoff uitkwam. De Franstalige vertaling Sang impur kreeg in 2004 de prijs Prix Femina Étranger. Het vervolg van het boek werd in 2006 uitgebracht The Sailor in the Wardrobe, ook hiervan verscheen een Nederlandse vertaling.
Hamilton maakte in 2011 zijn debuut als toneelschrijver in Dublin met een bewerking van The Speckled People. In september 2014 ging zijn toneelstuk  The Mariner  in première over de belevenissen van zijn grootvader in de Royal Navy.
In 2014 ontving Hamilton de Orde van Verdienste van de Bondsrepubliek Duitsland met als motivatie dat hij Ieren en Duitsers dichter bij elkaar bracht.
Hamilton woont in Dublin en is lid van Aosdána, de vereniging van toonaangevende Ierse kunstenaars.